# Imperforación
Se llama imperforación a la oclusión de las aberturas de los seres vivos que naturalmente deben estar abiertas. 
En el caso de los animales este accidente suele ser de nacimiento y se observa en el ano, en la vulva, en la vagina, cuello uterino y en el prepucio o miembro genital. La obliteración del ano impide la salida de los excrementos y origina la muerte del animal a los pocos días de haber nacido. La de la vulva, si es completa, imposibilita la evacuación de la orina que se detiene en la vejiga, la cual se rompe por no poder distenderse más y el animal muere. Igual fenómeno y por la misma causa sobreviene por estar tapado el miembro genital. La del útero es difícil conocerla y el inconveniente que de ella resulta es la esterilidad.